# 巴拉馬打輕軌線
巴拉馬打輕軌線（英語：Parramatta Light Rail）是澳洲新南威爾斯州雪梨一條在建中的標準軌輕軌線路，全長12千米（第一階段）。
該線路的第一階段從西草地到卡林福德，經過西雪梨中心巴拉馬打，工程於2019年開始，預計將於2024年5月開始爲乘客提供服務。第二階段計劃從卡梅里亞或萊達爾米爾延伸至雪梨奧林匹克公園。第二階段的施工預計將於2024年開始，線路將於2031年開通。
該項目將擴展悉尼輕軌網絡，但完全獨立於現有線路。該項目由新南威爾斯交通運輸部負責。

## 背景

### 巴拉馬打－鴨河有軌電車
1883年至1943年間，由悉尼渡輪有限公司營運的有軌電車，從喬治街的巴拉馬打公園一端行駛至鴨河的河口處，最初連接公司的巴拉馬打河渡輪服務到悉尼中央商務區。連接的渡輪於1928年停止運營；此線路隨後主要用於貨運，直到1943年3月關閉。巴拉馬打輕軌的一部分將沿著非常相似的路線運行，包括經過巴拉馬打的有軌電車大道，該道路以原始線路命名。

### 羅根斯山鐵路
羅根斯山鐵路（最初是蒸汽有軌電車）是巴拉馬打歷史上曾短暫存在的一條鐵路線。它於1902年開通，最初運行自巴拉馬打至寶琴山，後於1910年延伸至城堡山。1919年新南威爾斯州政府決定將該線改建為鐵路後，有軌電車於1923年以鐵路形式重新啟動，最後一段延伸至羅根斯山於1924年開通。然而，由於與舊溫莎路（與其平行運行）上的汽車和公共汽車的競爭，該線在轉為鐵路後未取得成功，因此於1932年關閉。2013年巴拉馬打輕軌的可行性研究中，將舊羅根斯山鐵路線的路線作為新輕軌的可能走廊進行了調查。

## 外部鏈接
- 巴拉馬打輕軌線項目官網 （页面存档备份，存于）